# Onychoserica longifoliata
Onychoserica longifoliata är en skalbaggsart som beskrevs av Moser 1916. Onychoserica longifoliata ingår i släktet Onychoserica och familjen Melolonthidae. Inga underarter finns listade i Catalogue of Life.